# Wahlen 1998
◄◄ | ◄ | 1994 | 1995 | 1996 | 1997 | Wahlen 1998 | 1999 | 2000 | 2001 | 2002 | ► | ►►

Weitere Ereignisse
Die hier unvollständig aufgelisteten Wahlen und Referenden fanden im Jahr 1998 statt oder waren für das angegebene Datum vorgesehen. „Direktwahl“, „Referendum“ oder „Volksbegehren“ bedeutet eine Wahl durch alle wahlberechtigten Einwohner eines Landes oder einer Region.
Bei weitem nicht alle der hier aufgeführten Wahlen 1998 wurden nach international anerkannten demokratischen Standards durchgeführt. Enthalten sind auch Scheinwahlen in Diktaturen ohne Alternativkandidaten oder Wahlen, deren Ergebnisse durch massiven Wahlbetrug oder ohne fairen, gleichrangigen Zugang der konkurrierenden Kandidaten oder Parteien zu den Massenmedien zustande gekommen sind.
Aufgrund der großen Zahl der Wahlen, die jedes Jahr weltweit durchgeführt werden, kann die Liste keinen Anspruch auf Vollständigkeit erheben. Angestrebt wird auf jeden Fall die Auflistung sämtlicher Wahlen von mindestens nationaler Bedeutung.:

## Afrika
- Am 16. Februar 1998 fanden die Kommunalwahlen in Namibia 1998 statt.
- Am 21. Juni fand die Präsidentschaftswahl in Togo 1998 statt.
- Am 30. Juni 1998 fanden die Kommunalwahlen in Mosambik 1998 statt.
- Am 30. November und 1. Dezember fanden die Regionalratswahlen in Namibia 1998 statt.
- Von 3. bis 5. Dezember 1998 fanden die Parlamentswahlen in Mosambik 1999 statt.
- Am 14. Dezember fanden die Präsidentschaftswahl in Guinea 1998 statt.

## Amerika
- Am 3. November fand die Wahl zum Repräsentantenhaus der Vereinigten Staaten 1998 statt.
- Am 31. Mai fand die Präsidentschafts- und Parlamentswahl in Ecuador 1998 statt (am 12. Juli fand die Stichwahl statt).

## Asien
- Am 8. und 15. Februar die Präsidentschaftswahl in der Republik Zypern 1998
- 16., 22., 23. und 28. Februar, sowie 7. März: Parlamentswahl in Indien 1998
- Am 12. Juli in Japan die Sangiin-Wahl 1998
- Am 17. Oktober in Kirgisistan das Verfassungsreferendum in Kirgisistan 1998
- Am 8. November das Referendum in Neukaledonien 1998
- Am 5. Dezember 1998 Wahl des Legislativ-Yuans der Republik China (Taiwan)

## Europa

### Dänemark
- Am 11. März: Folketingswahl 1998

### Deutschland
- Am 8. Februar 1998 Volksentscheid zum Bayerischen Senat
- Am 1. März die Landtagswahl in Niedersachsen 1998
- Am 26. April die Landtagswahl in Sachsen-Anhalt 1998
- Am 13. September die Landtagswahl in Bayern 1998
- Am 27. September die Bundestagswahl 1998
- Am 27. September die Landtagswahl in Mecklenburg-Vorpommern 1998
- Am 27. September die Kommunalwahlen in Brandenburg 1998

### Lettland
- Am 3. Oktober die Parlamentswahl in Lettland 1998

### Moldau
- Am 22. März die Parlamentswahl in der Republik Moldau 1998

### Niederlande
- Am 6. Mai die Parlamentswahl in den Niederlanden 1998

### Österreich
- Am 19. April die Bundespräsidentenwahl in Österreich 1998
- Am 22. März die Landtagswahl in Niederösterreich 1998

### Schweiz
- Am 11. März Bundesratswahl 1998

### Schweden
- Am 20. September die Wahl zum Schwedischen Reichstag 1998

### Slowakei
- Am 25. und 26. September Nationalratswahl in der Slowakei 1998

### Tschechien
- Am 19. und am 20. Juni die Abgeordnetenhauswahl in Tschechien 1998

### Vereinigtes Königreich
- 7. Mai 1998 Referendum in der Region Greater London über die Einrichtung einer Greater London Authority
- Am 25. Juni Wahl zur Nordirland-Versammlung